# Phrixi Regio
Phrixi Regio  è una caratteristica di albedo della superficie di Marte.